# Nandiao
Nandiao (kinesiska: 南调) är ett stadsdelsdistrikt i sydöstra Kina. Det ligger i stadsdistriktet Potou i staden Zhanjiang i provinsen Guangdong, omkring 360 kilometer sydväst om provinshuvudstaden Guangzhou. Antalet invånare är 30 675. Befolkningen består av 14 653 kvinnor och 16 022 män. Barn under 15 år utgör 17,0 %, vuxna 15-64 år 75 %, och äldre över 65 år 7,0 %.